# James Anderson Burns
Pour les articles homonymes, voir James Burns.
James Anderson Burns (1865- 12 septembre 1945), bûcheron puis évangéliste chrétien baptiste et enseignant américain, fonde en 1900 à Oneida, dans le Kentucky, une école, l'Oneida Baptist Institute.

## Biographie
Né en 1865, dernier fils d'un agriculteur qui est aussi prêcheur de l'église Primitive Baptist, J.A. Burns apprend à lire dans la Bible et travaille dès sa prime jeunesse (en particulier en déterrant des racines de ginseng dans les bois)  pour payer son inscription à l'école primaire.
À 18 ans J.A. Burns quitte la Virginie-Occidentale, où son père avait emmené la famille pour échapper aux  vendettas (feuds) qui ensanglantaient le Kentucky, en particulier à celle qui opposait les Burns à la famille Combs. Il veut retourner dans le berceau de sa famille : le bourg d'Oneida, dans le Clay County, au sud-est du Kentucky.
Il y devient bûcheron, fameux pour sa force et son habileté à conduire les trains de bois sur la rivière Kentucky, et il est surnommé Burns des Montagnes. Après avoir été emmené au cimetière par son oncle, et vu le nombre de jeunes hommes de son sang tués par les familles ennemies, il reprend la lutte armée contre les Combs et leurs alliés.

### Conversion
Au bout de quatre ans de cette vie, en 1888, J.A. Burns est assommé lors d'un affrontement avec les Combs. Pendant qu'il gît à-demi conscient, il a une illumination. Il se retire ensuite dans un lieu désert, prie pendant 2 jours, s'endort, et au réveil décide de pardonner et de ne plus chercher à venger l'honneur de la famille.
J.A. Burns retourne en Virginie de l'Ouest, se fait baptiser, prêche souvent. À la Baptist Éducation Society, on remarque son don pour l'éloquence et sa force de conviction, on l'encourage à entrer à la Dennison University de Granville, Ohio. Après sept mois de cours, J.A. Burns retourne au Kentucky.
De 1893 à 1897, il est instituteur pendant la semaine dans des écoles du Clay County, et il prêche le dimanche. Il épouse Martha Sizemore, fille d'une famille voisine de la sienne, en 1897.
En 1898, J.A. Burns entreprend de visiter les fermes éparses dans les collines, et il lance un appel à la trêve entre les familles ennemies. Les Burns, les Combs, leurs alliés et apparentés (une cinquantaine d'hommes en tout), armés, convergent au point de rendez-vous près d'Oneida. Ils forment 2 groupes hostiles de chaque côté du hangar d'un vieux moulin; le silence règne, on échange des regards meurtriers. Mais après une exhortation et une prière de J.A. Burns, les 2 chefs de parti, Lee Combs et Frank Burns (ce dernier est surnommé Big Boozer, Gros Picoleur) se serrent la main : la paix est faite. J.A. Burns explique alors aux hommes présents que la fondation d'une école construite en commun serait le témoin de la nouvelle ère qui s'ouvre : les enfants de familles jadis ennemies pourraient y fraterniser en oubliant les vieilles haines familiales - et s'instruire.

### Ministère
J.A. Burns rencontre un autre enseignant baptiste, H.L. McMurrey, et, en accord avec l'esprit missionnaire baptiste, forme avec lui le projet de fonder une école.

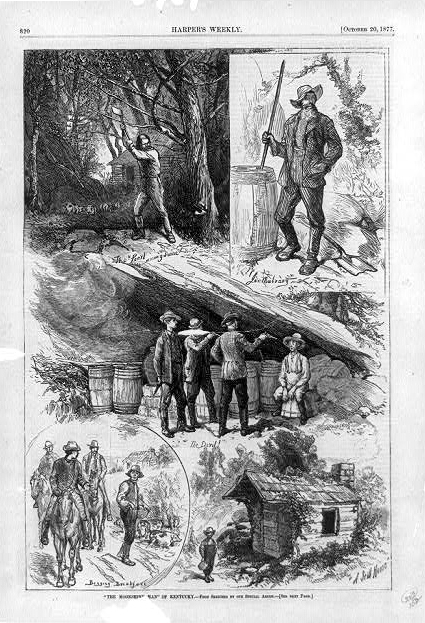
Le Moonshine Man du Kentucky

Le milieu social local est en effet très défavorisé : il s'agit en majorité d'une population vivant en quasi-autarcie de micro-agriculture et de bûcheronnage dans les vallons du plateau de Cumberland, sur les contreforts des Appalaches. Formée des descendants des colons à qui Daniel Boone a ouvert la voie un siècle auparavant et qui se sont enracinés sur le versant ouest des Appalaches.
Les terres entourant une colline paraissent favorables à Burns et McMurrey. Elles sont situées tout près de l'endroit où les ruisseaux Goose Creek et Red Bird Creek confluent pour former la South Branch de la rivière Kentucky et appartiennent à Martha Coldiron Hogg, une riche propriétaire terrienne.
Martha Hogg fait don de ces terrains à la future école, que ses fondateurs ont décidé d'appeler Mamre Baptist College.
Fruit d'un travail collectif acharné lors d'un hiver rigoureux, avec l'aide des premières donations en argent (par Big Henry Hensley et Robert Carnahan, les hommes les plus riches de la localité) ou en nature (bois de construction), le premier bâtiment de l'école s'élève. Pour qu'il soit terminé à temps, Frank Burns a amené au chantier, en roulant sur la Kentucky glacée, un char de planches arrachées à sa propre cabin. Le Mamre Baptist College ouvre le 1er janvier 1900. Les fondateurs-constructeurs sont aussi membres du conseil d'administration du collège, et la majorité d'entre eux signe d'une croix le document entérinant la fondation de l'école.
D'emblée une centaine d'élèves s'inscrit pour suivre, à raison de $ 1 par mois, les cours de J.A. Burns, H.J. McMurrey, et C.A. Dugger. Les élèves qui habitent au loin sont hébergés dans les quelques maisons du bourg, les autres font de longues marches pour venir à l'école. Peu de familles peuvent payer $ 1 en numéraire, aussi apportent-elles des vivres, des animaux, du bois, ou du charbon de terre récolté dans le sous-sol de leur ferme.
James A. Burns et ses amis sont professeurs, maçons, cuisiniers, charpentiers, et de plus ils préparent la nuit les cours qu'ils vont dispenser le jour. La réputation de l'école s'étend, l'église baptiste de Louisville (Kentucky) lui accorde une subvention mensuelle.
Trois ans et 10 mois plus tard, H.L McMurrey, chargé de famille, doit abandonner l'enseignement pour des raisons pécuniaires et retourner à l'agriculture. J.A. Burns change alors (le 29 octobre 1904) le nom du collège : ce sera l'Oneida Baptist Institute (O.B.I.).
Infatigable, J.A. Burns voyage dans le Kentucky et au loin, et prêche, fait connaître l'OBI et ses buts. Les donations provenant d'associations baptistes ou de mécènes arrivent progressivement à l'OBI : la famille Marvin (de Louisville, Kentucky) offre un bâtiment (il sera appelé Marvin Hall) , le propriétaire du general store (bazar) local offre Carnahan Hall (le dortoir des filles).
Des infirmières et des médecins (Dr Jones, Dr Marvin) viendront travailler à titre bénévole à l'école d’Oneida et des ophtalmologues (Dr Stucky) lutteront en particulier contre le trachome.
Soutenu et aidé matériellement par des ligues de vertu et des associations, notamment la Woman's Christian Temperance Union, qui veulent apporter la «civilisation chrétienne» à "ces braves et honnêtes Anglo-Saxons des montagnes" l'OBI dispense aussi des cours d’éducation ménagère aux jeunes filles. Il obtient des terres grâce à diverses donations et ouvre une ferme modèle qui (outre l’apport de vivres aux cuisines) permettra d'améliorer par l'exemple les techniques agricoles locales.
Un témoin atteste des efforts et des réussites de l'école : le photographe amateur Claude C. Matlack, un jeune baptiste fortuné de Louisville (Kentucky) . Il aide et suit la communauté d'Oneida pendant 14 ans (jusqu'en 1916), et tire plus de 600 clichés montrant les habitants du Clay County, leur mode de vie, et les progrès réalisés grâce à l'OBI.
En décembre 1912, Emerson Hough, auteur de romans western, consacre un article à "Burns des Montagnes" dans l' American Magazine. Devenu célèbre, le fondateur de l'OBI est alors invité à faire une tournée de conférences : il parlera devant 4 000 auditoires, dans tous les États-Unis, et les donations affluent encore.
En 1913, dans le "Courier-Journal" de Louisville (Kentucky)  , aux articles "A Miracle of the Mountains" du 2 mars et "Letting Light into Kentucky Mountains"  ("La Lumière pénètre dans les Montagnes du Kentucky ") du 8 juin, succède le 15 juin un autre article : "Commercialism in the Mountains".
En 1915, le vieux démon de la vendetta réapparait à Oneida, et qui plus est le jour même de la rentrée, lors de la  "Cérémonie du 1er jour d'école" : Charlie Roberts tire sur son vieil ennemi George Baker, le rate, mais blesse sa mule, qui vient mourir sur le campus de l'OBI. Heureusement J.A. Burns est présent, il calme les esprits, et empêche que la guerre familiale ne se réveille. Roberts se repentit, et un an jour pour jour après cet épisode tragi-comique, lors de la "Cérémonie du 1er jour d'école" de 1916, le Révérend Burns le baptise dans la rivière Kentucky.
En 1920, à l'âge de 55 ans, J.A. Burns fait une dépression nerveuse due au surmenage, et peut-être à la grippe espagnole. Entre les mains de ses successeurs, l'OBI connait de graves problèmes financiers, mais l'équilibre est rétabli en 1923.
En 1923, J.A. Burns reprend ses activités, en particulier ses conférences. Il se marie pour la 2e fois en 1925, a un fils en 1926.
Mme Burns mène alors une campagne de collecte de fonds afin de faire bâtir une maison pour le Pr Burns et sa famille. Elle s'élève sur la colline d'Oneida, en 1928, année où J.A. Burns reprend la direction de l'OBI.

## Retraite et mort
En 1934, J.A. Burns prend sa retraite, Anderson Hall lui est offert comme résidence. Il meurt le 12 septembre 1945.
Une plaque à l'entrée de l'OBI rappelle l'œuvre de James Anderson Burns, et un tronçon de la Kentucky Highway 11 (qui traverse le Clay County) porte son nom.